# أنتوني إيرلاند (لاعب كرة سلة)
أنتوني إيرلاند (بالإنجليزية: Anthony Ireland)‏ مواليد 25 يونيو 1991 في واتربوري، هو لاعب كرة سلة أمريكي. بدأ مسيرته الاحترافية في سنة 2014. يبلغ طوله 5 قدم 9 بوصة (1.8 م).

## المسيرة الاحترافية
لعب مع إلان شالون في الدوري الفرنسي في موسم 2014–2015، ثم لعب مع نادي أركاديكوس لكرة السلة في موسم 2015–2016، ثم لعب مع ترفل سوبوت في موسم 2016–2017.

## روابط خارجية
- أنتوني إيرلاند على موقع كرة السلة الأوروبية.كوم (الإنجليزية)
- أنتوني إيرلاند على موقع كلية كرة السلة في سبورتس رفرنس.كوم (الإنجليزية)
- أنتوني إيرلاند على موقع ريلجم (الإنجليزية)
- أنتوني إيرلاند على موقع بروبوليرز (الإنجليزية)
- أنتوني إيرلاند على موقع سبورتس رفرنس (الإنجليزية)